# Seututie 377
Pour les articles homonymes, voir Route 377.
La route régionale 377 (finnois : Seututie 377) est une route régionale allant de Kouvola jusqu'à Savitaipale en Finlande,,.

## Présentation
La seututie 377 est une route régionale de la Vallée de la Kymi.
Elle part du quartier Tuohikotti de l'ancienne municipalité de Valkeala à Kouvola et se termine à  Savitaipale en croisant la route nationale 15.
Elle longe la forteresse de Järvitaipale.